# El maestro
El maestro es una serie de televisión argentina producida por Pol-ka Producciones y transmitida por Canal 13 en conjunto a TNT Latinoamérica, desde el 13 de septiembre de 2017. Es protagonizada por Julio Chávez, Inés Estévez, Luz Cipriota, Eugenia Guerty y Abel Ayala. Cuenta la historia de Prat, un exbailarín de danza clásica que supo ser figura mundial.

## Sinopsis
Prat (Julio Chávez), exbailarín de danza clásica, con pasado como estrella mundial, se encuentra dando clases en una escuela barrial, con apoyo de su amigo, Mario (Juan Leyrado). Mientras espera a su hijo, proveniente de España, se da la detención del joven, y la necesidad de hacerse cargo de su nieto, con quien no tiene una relación cercana.

## Elenco y personajes
- Julio Chávez como Abel Prat, maestro de Ballet.
- Inés Estévez como Paulina Bravo, coreógrafa y exesposa de Prat.
- Juan Leyrado como Mario, socio de Prat.
- Carla Quevedo como Luisa Galarza, alumna de Prat.
- Luz Cipriota como Bianca Lotti, novia y protégée de Paulina.
- Eugenia Guerty como Carolina, secretaria del estudio de danza de Prat.
- Germán de Silva como Raúl, padrastro de Luisa.
- María Socas como Mirta, madre de Luisa.
- Nora Cárpena como Inmaculada, madre de Mirta y abuela de Luisa.
- Abel Ayala como Brian, boxeador y novio de Luisa.
- Francisco Lumerman como Guido, asistente de Paulina.
- Federico Salles como Matías, profesor adjunto en el estudio de Prat.
- Matías Silva como Camilo Prat, nieto de Prat y Paulina.
- Gerardo Otero como Pedro Prat, hijo de Prat y Paulina y padre de Camilo.
- Agustina Benedettelli como Ana, madre de Camilo.
- Marcos Montes como La Reyna
- Ignacio Pérez Cortés como Diego, alumno de Prat.
- Emiliano Carrazone como Boris, amigo de Diego.
- Coni Marino como Roberta Ulrich, amiga de Paulina.
- Guido Botto Fiora

## Episodios
| N.º | Título                       | Dirigido por  | Escrito por                    | Fecha de emisión original                                                 | Audiencia (millones) |
| --- | ---------------------------- | ------------- | ------------------------------ | ------------------------------------------------------------------------- | -------------------- |
| 1   | «El pacto»                   | Daniel Barone | Romina Paula & Gonzalo Demaría | 13 de septiembre de 2017 (eltrece) 14 de septiembre de 2017 (Cablevisión) | 13.5                 |
| 2   | «El corsario»                | Daniel Barone | Romina Paula & Gonzalo Demaría | 14 de septiembre de 2017 (Cablevisión) 20 de septiembre de 2017 (eltrece) | 10.3                 |
| 3   | «La pelea»                   | Daniel Barone | Romina Paula & Gonzalo Demaría | 14 de septiembre de 2017 (Cablevisión) 27 de septiembre de 2017 (eltrece) | 9.9                  |
| 4   | «Bailar»                     | Daniel Barone | Romina Paula & Gonzalo Demaría | 14 de septiembre de 2017 (Cablevisión) 4 de octubre de 2017 (eltrece)     | —                    |
| 5   | «La carta»                   | Daniel Barone | Romina Paula & Gonzalo Demaría | 14 de septiembre de 2017 (Cablevisión) 11 de octubre de 2017 (eltrece)    | —                    |
| 6   | «El tigre»                   | Daniel Barone | Romina Paula & Gonzalo Demaría | 14 de septiembre de 2017 (Cablevisión) 18 de octubre de 2017 (eltrece)    | —                    |
| 7   | «Victorias y derrotas»       | Daniel Barone | Romina Paula & Gonzalo Demaría | 14 de septiembre de 2017 (Cablevisión) 25 de octubre de 2017 (eltrece)    | —                    |
| 8   | «Encuentros y desencuentros» | Daniel Barone | Romina Paula & Gonzalo Demaría | 14 de septiembre de 2017 (Cablevisión) 1 de noviembre de 2017 (eltrece)   | —                    |
| 9   | «La señora Prat»             | Daniel Barone | Romina Paula & Gonzalo Demaría | 14 de septiembre de 2017 (Cablevisión) 8 de noviembre de 2017 (eltrece)   | —                    |
| 10  | «Pérdidas»                   | Daniel Barone | Romina Paula & Gonzalo Demaría | 14 de septiembre de 2017 (Cablevisión) 15 de noviembre de 2017 (eltrece)  | —                    |
| 11  | «La final»                   | Daniel Barone | Romina Paula & Gonzalo Demaría | 14 de septiembre de 2017 (Cablevisión) 22 de noviembre de 2017 (eltrece)  | —                    |
| 12  | «Los adioses»                | Daniel Barone | Romina Paula & Gonzalo Demaría | 14 de septiembre de 2017 (Cablevisión) 29 de noviembre de 2017 (eltrece)  | —                    |

## Producción
Al igual que lo que sucedió con Signos y La fragilidad de los cuerpos, se vuelve a dar una producción conjunta entre Pol-ka Producciones y TNT, a la cual se le suma Cablevisión. A su vez, se da también otra vez el trabajo conjunto entre el protagonista de la serie Julio Chávez, y el director, Daniel Barone.
Para la interpretación del papel de Prat, Julio Chávez comenzó a estudiar danza con un exbailarín del Teatro Colón, y tomó clases de ballet, para poder interiorizarse aún más con la carecterización, ya que según él, «porque es un mundo especial, que no conocía».

## Ficha técnica
- Edición y musicalización: Alejandro Alem [sae]
- Música original: Christian Basso
- Sonido:  Adrián De Michelle – Aníbal Girbal
- Dirección de arte: Mariana Sourrouille
- Dirección de fotografía: Guillermo Zappino [adf]
- Autores: Romina Paula – Gonzalo Demaría
- Director de producción: Diego Andrasnik
- Productora ejecutiva: Ivana Polonsky
- Productor general: Adrián Suar
- Dirección: Daniel Barone
- Locaciones: Alejandro Parvis
- Vestuario: Jimena Bordes
- Casting: Soledad Correa
- Asistente de dirección: Eugenio Caracoche
- Jefa de producción: Julieta Martinelli
- Director de efectos visuales: Andrés Bocán
- Jefe de posproducción: Hernán Rego
- Productor: Manuel Martí

## Premios y nominaciones
| Premio                | Fecha                   | Categoría                               | Nominados                      | Resultado | Ref.  |
| --------------------- | ----------------------- | --------------------------------------- | ------------------------------ | --------- | ----- |
| Premios Tato          | 13 de diciembre de 2017 | Mejor ficción unitario                  | El maestro                     | Nominado  | [ 9 ] |
| Premios Tato          | 13 de diciembre de 2017 | Mejor actriz protagónica de unitario    | Inés Estévez                   | Nominada  | [ 9 ] |
| Premios Tato          | 13 de diciembre de 2017 | Mejor actriz protagónica de unitario    | Carla Quevedo                  | Nominada  | [ 9 ] |
| Premios Tato          | 13 de diciembre de 2017 | Mejor actor protagónico de unitario     | Julio Chávez                   | Nominado  | [ 9 ] |
| Premios Tato          | 13 de diciembre de 2017 | Mejor actor de reparto                  | Juan Leyrado                   | Nominado  | [ 9 ] |
| Premios Tato          | 13 de diciembre de 2017 | Mejor dirección de ficción              | Daniel Barone                  | Nominado  | [ 9 ] |
| Premios Tato          | 13 de diciembre de 2017 | Mejor guion original de ficción         | Romina Paula & Gonzalo Demaría | Nominados | [ 9 ] |
| Premios Tato          | 13 de diciembre de 2017 | Mejor dirección de arte en ficción      | Mariana Sourrouille            | Nominada  | [ 9 ] |
| Premios Tato          | 13 de diciembre de 2017 | Mejor vestuario en ficción              | Jimena Bordes                  | Nominada  | [ 9 ] |
| Premios Tato          | 13 de diciembre de 2017 | Mejor director de fotografía en ficción | Guillermo Zappino              | Nominado  | [ 9 ] |
| Premios Tato          | 13 de diciembre de 2017 | Mejor edición en ficción                | Alejandro Alem                 | Nominado  | [ 9 ] |
| Premios Martín Fierro | 3 de junio de 2018      | Mejor Unitario y/o Miniserie            | El maestro                     | Nominado  |       |
| Premios Martín Fierro | 3 de junio de 2018      | Mejor actriz en unitario y/o miniserie  | Inés Estévez                   | Nominada  |       |
| Premios Martín Fierro | 3 de junio de 2018      | Mejor actor en unitario y/o miniserie   | Julio Chávez                   | Nominado  |       |
| Premios Martín Fierro | 3 de junio de 2018      | Mejor actriz de reparto                 | Luz Cipriota                   | Ganadora  |       |
| Premios Martín Fierro | 3 de junio de 2018      | Revelación                              | Carla Quevedo                  | Nominada  |       |
| Premios Martín Fierro | 3 de junio de 2018      | Mejor director                          | Daniel Barone                  | Nominado  |       |
| Premios Martín Fierro | 3 de junio de 2018      | Mejor autor/libretista                  | Romina Paula & Gonzalo Demaría | Nominados |       |